# Valleikanaal
Le Valleikanaal est un canal néerlandais des provinces de Gueldre et d'Utrecht.

## Géographie
Le Valleikanaal tire son nom de la Gelderse Vallei ou Vallée de Gueldre, la région naturelle qu'elle parcourt. De nos jours, le Valleikanaal assure une liaison entre le Rhin inférieur entre Rhenen et Wageningue avec l'Eem à Amersfoort, en passant par Veenendaal, Scherpenzeel, Woudenberg et Leusden.
Le rôle de ce canal est d'évacuer les eaux superflue de cette région vers l'Eem et ainsi vers l'IJsselmeer. Sans le canal, la région serait régulièrement inondée, un problème qui a joué depuis que les exploitations des tourbières et l'abaissement des sols qui s'ensuivaient ont rendu impossible l'évacuation historique des eaux de la Vallée de Gueldre vers le Rhin inférieur. Le canal n'a jamais eu d'importance pour la navigation fluviale.

## Histoire
Le Valleikanaal a été creusé entre 1935 et 1941, pour résoudre un problème séculaire d'évacuation des eaux. De surcroît, on en a profité pour créer du travail aux nombreux chômeurs issus de la crise économique de 1933.
Il a remplacé un ancien canal entre Rhenen et Veenendaal appelé Grift ou Grebbe, creusé au Moyen Âge à partir du Rhin inférieur au pied de la colline du Grebbeberg. Le nom de Bisschop Davidsgrift est toujours utilisé par désigner cette partie du Valleikanaal.

## Sources

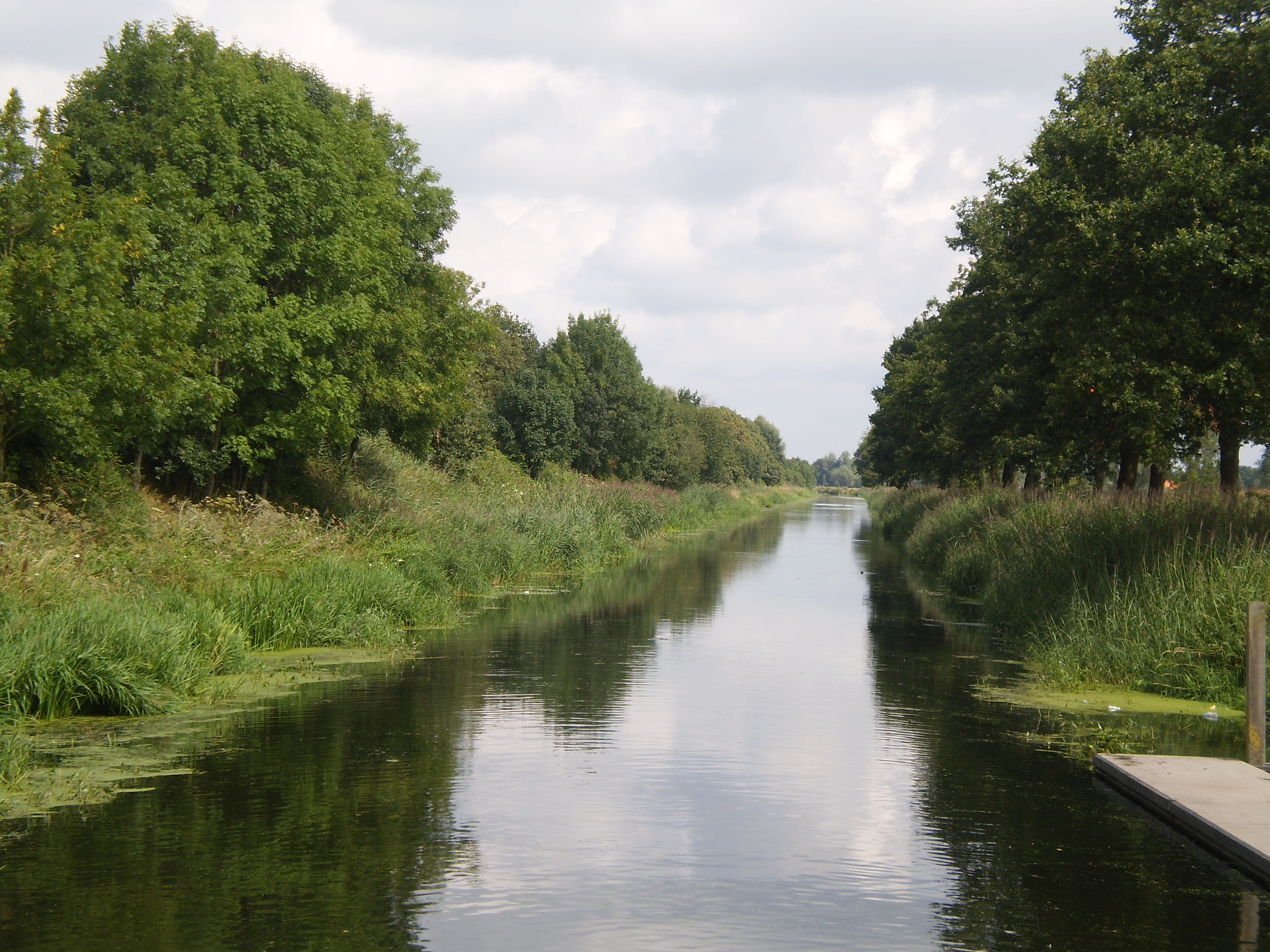
Velleikanaal, Scherpenzeel

- (nl) Cet article est partiellement ou en totalité issu de l’article de Wikipédia en néerlandais intitulé « Valleikanaal » (voir la liste des auteurs).